# Улица страха, 1. део: 1994.
Улица страха, 1. део: 1994. (енгл. Fear Street Part One: 1994) амерички је слешер хорор филм из 2021. године, редитељке Ли Јаник, са Кијаном Медеиром, Оливијом Скот Велч, Бенџамином Флоресом, Јулијом Ревалд, Фредом Хечингером и Мајом Хок у главним улогама. Представља први део трилогије Улица страха, која је базирана на серији романа Р. Л. Стејна.
Развој филмова базираних на серији Стејнових романа почео је још 1997, али ти пројекти никада нису материјализовани. Године 2015. продукцијска кућа Твентит сенчури фокс откупила је ауторска права на књиге и снимање је почело у марту 2019. Завршило се у септембру исте године, а премијера је била заказана за 2020, али је одложена због пандемије ковида 19. Филм је коначно објављен 2. јула 2021, на Нетфликсу.
Добио је претежно позитивне оцене критичара. Први део представља омаж слешерима из периода 1990-их, као што су Врисак (1996), Знам шта сте радили прошлог лета (1997) и Урбане легенде (1998), док редитељка као инспирацију наводи и То долази (2014). Преостала два дела трилогије, Улица страха, 2. део: 1978. и Улица страха, 3. део: 1666, објављена су у наредне две недеље.

## Радња
Године 1994, продавачицу књига у тржном центру предграђа Шејдисајд, Хедер Ваткинс, убио је њен колега Рајан Торес, кога је након тога усмртио шериф Ник Гуд. Иако је Торес мртав, убиства се настављају. Група тинејџера, Дина, Саманта, Кејт, Симон и Динин млађи брат Џош, откривају да су убиства повезана са проклетством које је пре више од 300 година бачено на Шејдисајд.

## Улоге
| Глумац              | Улога                 |
| ------------------- | --------------------- |
| Кијана Мадеира      | Дина Џонсон           |
| Оливија Скот Велч   | Саманта „Сем” Фрејзер |
| Бенџамин Флорес мл. | Џош Џонсон            |
| Јулија Ревалд       | Кејт                  |
| Фред Хечингер       | Симон                 |
| Ешли Цукерман       | Ник Гуд               |
| Дарел Брит-Гибсон   | Мартин                |
| Маја Хок            | Хедер Ваткинс         |
| Џордана Спиро       | госпођа Лејн          |
| Џордин Динатале     | Руби Лејн             |
| Шарлен Амоја        | Рејчел Томпсон        |
| Дејвид В. Томпсон   | Рајан Торес           |
| Џереми Форд         | Питер                 |
| Елизабет Скопер     | Сара Фир              |
| Џилијан Џејкобс     | К. Берман             |